# Tarzo
Tarzo is een gemeente in de Italiaanse provincie Treviso (regio Veneto) en telt 4671 inwoners (31-12-2004). De oppervlakte bedraagt 23,8 km², de bevolkingsdichtheid is 196 inwoners per km².
De volgende frazioni maken deel uit van de gemeente: Arfanta, Colmaggiore, Corbanese, Fratta, Nogarolo, Resera.

## Demografie
Tarzo telt ongeveer 1807 huishoudens. Het aantal inwoners steeg in de periode 1991-2001 met 3,5% volgens cijfers uit de tienjaarlijkse volkstellingen van ISTAT.
| Jaar | Inwoneraantal |
| ---- | ------------- |
| 1991 | 4382          |
| 2001 | 4537          |

## Geografie
De gemeente ligt op ongeveer 267 m boven zeeniveau.
Tarzo grenst aan de volgende gemeenten: Cison di Valmarino, Refrontolo, Revine Lago, San Pietro di Feletto, Vittorio Veneto.